# Time Served
Time Served è il terzo album in studio del rapper statunitense Moneybagg Yo, pubblicato il 10 gennaio 2020, tramite le etichette discografiche Roc Nation, Collective Music Group, Bread Gang Entertainment, N-Less Entertainment e Interscope Records . Presenta collaborazioni con Lil Baby, Blac Youngsta, Future, DaBaby, Summer Walker, Fredo Bang e Megan Thee Stallion. La produzione è gestita da Tay Keith, 30 Roc, DMacTooBangin e da molti altri produttori.

## Pubblicazione
Moneybagg Yo ha annunciato l'uscita dell'album tramite un post di Instagram, il 19 dicembre 2019. In seguito ha enunciato il titolo dell'album, la data di uscita e la tracklist sempre tramite Instagram.

## Singoli
Il singolo All Dat con la rapper Megan Thee Stallion è stato pubblicato il 10 ottobre 2019, come singolo apripista dell'album. Il video musicale è stato caricato su Youtube lo stesso giorno. Il singolo è prodotto da Denaro Love.
U Played, con Lil Baby, è stato pubblicato il 3 gennaio 2020, come secondo singolo dell'album. Il brano è prodotto da Tay Keith e il video musicale è stato reso disponibile il 13 gennaio 2020.
1 2 3, con Blac Youngsta, è stato mandato alle radio il 14 aprile 2020 come terzo singolo dell'album.

## Accoglienza
Il sito di recensioni RatingsGameMusic ha valutato l'album con una "C" (il massimo di valutazione è "A"), dicendo che sebbene Moneybagg avesse una certa abilità con le battute musicali, si è accontentato di "lineamenti pigri, testi pigri e di una produzione pigra".

## Tracce
1. Speak 4 Em – 2:22 (Demario White,Jr., Christopher Pearson, Dylan McKinney, Jarven Harris)
2. U Played (feat. Lil Baby) – 2:45 (White, Dominique Jones, Brytavious Chambers)
3. Pop My Shit – 2:50 (White, Pearson)
4. Pistol by da Bed – 2:00 (White, David Teel)
5. 1 2 3 (feat. Blac Youngsta) – 2:36 (White, Sammie Benson, Xabian Woods)
6. Match My Fly – 3:13 (White, Teel)
7. Thinking Out Loud – 3:04 (White , Angel Morales, Brandon Swandal, Justin Bradbury, Kadavion Dixon)
8. Federal Fed (feat. Future) – 3:30
9. Bitch – 2:04 (White, McKinney)
10. Protect da Brand (feat. DaBaby) – 3:00 (White, Jonathan Kirk, Pearson)
11. Thug Cry – 3:50 (White, Andrew Porter, Javar Rockamore, Robert Reese, Tahj Vaugh)
12. Dem People Freestyle – 1:52 (White, Samuel Gloade)
13. Real Luv (feat. Summer Walker) – 3:20 (White, Summer Walker, Eduardo Earle, Kendricke Brown)
14. Spin On Em (feat. Fredo Bang) – 2:25 (White, Fredrick Givens, Hardbody, Norman Payne)
15. All Dat (feat. Megan Thee Stallion) – 2:24 (White, Megan Pete, Jamichael Bendon)

Durata totale: 41:15

## Classifiche
| Classifica (2020) | Posizione |
| ----------------- | --------- |
| Canada            | 35        |
| Stati Uniti       | 3         |